# Крия Йога
 Тази статия е за Крия Йога.  За други значения на Крия вижте Крия.  
Крия Йога се описва от нейните практикуващи последователи като древна Йога система, съживена в нашето съвремие от Махаватар Бабаджи чрез ученика му Лахири Махасая и доведена до популярност с книгата на Парамаханса Йогананда „Автобиография на един Йогин“. Системата съдържа няколко нива на Пранаяма базирани на техники предназначени за бързо ускоряване на духовното развитие.

## Крия Йога Практика
Крия Йога, както Лахири Махасая учи, традиционно се научава чрез връзката Учител-ученик. Той разказва как след инициацията му в Крия Йога, „Бабаджи ме инструктира в неизменните древни правила, които управляват предаването на йога изкуството от Учител към ученик."
Йогананда описва Крия Йога така: „Крия Йогата мисловно насочва жизнената енергия да се завърти нагоре и надолу, около шестте гръбначни центъра (medullary-гръбначна връзка, тилен център, гръбен център, lumbar – частта на гръбначния стълб от диафрагмата до таза, кръстен център и опашните сплитове – мрежа от нерви на опашната кост) които съответстват на дванадестте астрални зодиакални знака, символичния Космически Човек. Една половина от минутата, завъртане на енергията около чувствителните гръбначни връзки на човека, влияе на сложния прогрес на неговата еволюция; половин минута в Крия е равна на една година естествено духовно откриване.
Крия Йога има много разклонения; в общи линии, техниката е разделена на четири прогресивни стъпки.
Крия йога
Омкар Крия
Омкар токар крия
Пратичакра Омкар Крия

## История
Според Йогананда, Крия Йога е била добре позната в древна Индия, но постепенно изгубена поради „жреческото пазене на тайните и различията между хората“. Йогананда казва, че Кришна се позовава на Крия Йога в Бхагавад Гита:
Предлагайки вдишването на излизащия дъх и предлагайки излизащия дъх на вдишващия дъх, йогата неутрализира и двата вида дишане; по този начин той освобождава жизнената сила от сърцето и я взима под свой контрол.

## Нова история
Историята за инициирането на Лахири Махасая в Крия Йога от йогина Махаватар Бабаджи през 1861 г. е изложена в книгата Автобиография на един Йогин. Йогананда пише, че на тази среща, Махаватар Бабаджи е казал на Лахири Махасая: „Крия Йогата, която давам на света чрез теб, в този деветнадесети век, е съживяване на същата наука, която Кришна е дал на Арджуна преди няколко хилядолетия; а по-късно, позната на Патанджали, на Христос, Св. Йоан, Св. Павел, и други ученици.“
Йогананда също пише, че Бабаджи и Христос са били в постоянна връзка и заедно са планирали духовно учение за спасението в тази епоха.“
Чрез Лахири Махасая, Крия Йога скоро се разпространява из Индия. Йогананда, ученик на Свами Шри Юктешвар Гири, който е ученик на самия Лахири Махасая, тогава пренася Крия Йога в Съединените щати и Европа през 20 век.